# Tegmine
Tegmine o Tegmen (ζ Cnc / ζ Cancri / 16 Cancri) es una estrella múltiple en la constelación de Cáncer.
En latín, la palabra Tegmen significa «el caparazón» (del cangrejo) y, originalmente, representaba a toda la constelación.
De magnitud aparente conjunta +4,64, el sistema estelar se encuentra a una distancia de 83 años luz.

## Historia de su observación
Tegmine puede ser resuelta como estrella doble con un pequeño telescopio; las dos estrellas son conocidas como Zeta1 Cancri y Zeta2 Cancri.
Dicha duplicidad fue descubierta en 1756 por Johann Tobias Mayer. En 1781, William Herschel demostró que el sistema era triple al resolver las dos componentes que integran Zeta1 Cancri. Posteriormente, en 1831, John Herschel notó perturbaciones en la órbita de Zeta2 Cancri, lo que llevó a Otto Wilhelm von Struve a postular, en 1871, la presencia de una cuarta componente invisible estrechamente ligada al miembro observable de Zeta2 Cancri.
Observaciones recientes han resuelto este cuarta componente y han indicado que pueden existir una o dos componentes adicionales.

## Características del sistema
Tanto Zeta1 Cancri como Zeta2 Cancri son estrellas binarias. 
Las dos componentes de Zeta1 Cancri reciben los nombres de Zeta Cancri A y Zeta Cancri B.
Zeta Cancri A (HD 68257 / HR 3208) —la más brillante con magnitud +5,63— es una estrella blanco-amarilla de tipo espectral F7V con una temperatura aproximada de 6200 K.
Es 3,5 veces más luminosa que el Sol y su radio es un 60% más grande que el radio solar.
Zeta Cancri B (HD 68255 / HR 3209) —separada un segundo de arco de Zeta Cancri A— es igualmente una enana amarilla de tipo F9V y 6100 K.
Con una luminosidad un 80% mayor que la luminosidad solar, su radio excede en un 20% el del Sol.
La masa combinada de estas dos estrellas es de 3 masas solares.
Completan una órbita cada 59,6 años, siendo la separación media entre ambas de 22,1 UA. Una moderada excentricidad hace que dicha separación varíe entre 29 y 15 UA; el próximo periastro —mínima separación entre componentes— tendrá lugar en 2048.
La segunda binaria, Zeta2 Cancri (HD 68256 / HR 3210), se halla separada visualmente 7,7 segundos de arco de Zeta1 Cancri. Las dos componentes que la integran, llamadas Zeta Cancri Ca y Zeta Cancri Cb, son enanas amarillas de tipo G.
La separación real entre estas dos estrellas es de 5 UA en una órbita prácticamente circular, siendo el período orbital de 17 años.
Zeta Cancri Ca tiene una temperatura de 5900 K, una luminosidad un 70% mayor que la del Sol y una masa de 1,25 masas solares.
Zeta Cancri Cb, muy similar al Sol, tiene una temperatura de 5600 K y una luminosidad equivalente al 90% de la luminosidad solar. Tiene una masa de 0,9 masas solares.
El par Zeta Cancri CaCb orbita cada 1115 años alrededor del par Zeta Cancri AB. La excentricidad de la órbita (e = 0,24) hace que la distancia entre las dos binarias varíe entre 244 y 150 UA. La mínima separación entre ellas tuvo lugar en 1970, y habrá que esperar más de 1000 años para que vuelva a producirse.